# Іваньковці
Іваньковці (словен. Ivanjkovci) — поселення в общині Ормож, Подравський регіон‎, Словенія.